# Ростислав (линейный корабль, 1784)
«Ростислав», в источниках своего времени также Растислав (под влиянием церковнославянской орфографии) — 100-пушечный парусный линейный корабль Балтийского флота Российской империи. Один из кораблей типа «Чесма». Был заложен в 1782 году в Кронштадте, спущен на воду в 1784 году, принимал участие в русско-шведской войне 1788—90 годов и войне первой коалиции. В 1805 году разломан в Кронштадте.

## Описание корабля
Один из девяти парусных 100-пушечных трёхдечных линейных кораблей типа «Чесма», строившихся по указу императрицы Екатерины II от 23 октября (3 ноября) 1781 года в Санкт-Петербурге и Кронштадте с 1782 по 1798 год. Согласно тому же приказу именовать эти корабли следовало в честь кораблей, прославившихся в Архипелагской экспедиции и «которые именования предписано от нас оставить вечными». Помимо этого при строительстве кораблей этого типа учитывался опыт Архипелагской экспедиции, в связи с чем подводные части их корпусов были обшиты медными листами. Для своего времени корабли были достаточно совершенными и несли службу в составе флота до 20 лет.
Водоизмещение корабля составляло 4000 тонн, длина — 56,7 метра, ширина от 15,3 до 15,7 метра, а осадка от 6,3 до 6,55 метра. Экипаж корабля мог состоять от 862 до 1090 человек. Вооружение корабля составляли 100 пушек, включавших 36-, 18-, 12- и 3-фунтовые орудия.

## История службы
Заложен 2 (13) июля 1782 года на Кронштадтской верфи. Строительство корабля велось под руководством корабельных мастеров Александра Катасанова и Гавриила Игнатьева.
23 мая (3 июня) 1784 года был спущен на воду и введён в состав Балтийского флота. В июле — августе следующего года в составе эскадры находился в практическом плавании к острову Борнхольм в Балтийском море.
«Ростислав» принял активное участие в русско-шведской войне 1788—90 годов. 23 июня (4 июля) 1788 года корабль в составе эскадры адмирала С. К. Грейга вышел из Кронштадта на поиск противника и 6 (17) июля 1788 года принял участие в Гогландском сражении. Во время боя, имея на борту командующего эскадрой и находясь в кордебаталии, сблизился со шведским флагманским кораблём «Принц Густав» и вынудил его сдаться. В ходе сражения потерял 17 человек убитыми и 43 ранеными, получив при этом 121 пробоину. В оставшееся время компании корабль в составе флота крейсировал в Финском заливе, у острова Сескар и Свеаборга, вернувшись на стоянку в Ревель 21 сентября (2 октября). В связи с болезнью находившегося на борту адмирала С. К. Грейга флагман был введен в Ревельскую гавань «для лучшего спокойствия больного», но несмотря на это 15 (26) октября адмирал умер на борту корабля.
2 (13) июля 1789 года в составе эскадры адмирала Василия Чичагова вышел из Ревеля и 15 (26) июля принял участие в Эландском сражении. В дальнейшем в составе эскадры крейсировал в районе островов Борнхольм и Готланд, у мыса Дагерорт и 16 (27) августа вернулся в Ревель. С 27 августа (7 сентября) по 11 (22) октября в составе эскадры крейсировал в Финском заливе.
2 (13) мая 1790 года «Ростислав» принял участие в Ревельском сражении во время которого, имея на борту командующего эскадрой адмирала В. Я. Чичагова и стоя на шпринге, сделал 1207 выстрелов, огнём сбил фор- и грот-стеньги на шведском корабле «Принц Карл» и вынудил его сдаться. 24 мая (4 июня) в составе ревельской эскадры вышел в море. После встречи на следующий день с кронштадтской эскадрой, объединённый флот 29 мая (9 июня) вошёл в Выборгский залив, где 22 июня (3 июля) принял участие в Выборгском сражении и преследовании шведских кораблей. После сражения в составе эскадры крейсировал у Свеаборга и 2 (13) июля вернулся в Ревель.
В мае — августе 1791 года с эскадрой находился в практическом плавании в Финском заливе.
Во ходе войны первой коалиции 1792—97 годов принял участие в плавании в острову Мэн. 30 июня (11 июля) 1793 года под флагом адмирала В. Я. Чичагова «Ростислав» в качестве флагмана эскадры вышел из Ревеля к проливу Зунд. С 10 (21) июля по 13 (24) августа эскадра находилась у острова Мэн, блокируя пролив, и 20 (31) августа вернулась в Ревель.
В 1794 и 1795 годах корабль находился на Ревельском рейде, служа для обучения экипажей. В 1796—98, 1800 и 1801 годах находился в практических плаваниях в Финском заливе в составе эскадры. 30 июня (12 июля) 1801 года на Кронштадтском рейде корабль посетил император Александр I. В апреле 1803 года, при угрозе нападения, «Ростислав» был выведен на позицию на Ревельский рейд. В сентябре 1805 года часть экипажа корабля была переведена на корабли эскадры вице-адмирала Д. Н. Сенявина, уходившей в Средиземное море.
Разобран после 1805 года в Ревеле.

## Командиры
Командирами линейного корабля «Ростислав» в разное время служили:
- А. М. Киреевский (1785 год);
- Е. С. Одинцов (1788 год);
- П. В. Чичагов (1789—1790 годы);
- В. В. Чичагов (в 1791 году и с 1793 по 1797 год);
- К. Е. Обольянинов (1798 год);
- П. А. Толокнеев (c 1800 года до 15 (27) мая 1803 года).